# Étienne Morillon (football)
Pour le peintre, voir Étienne Morillon.
Étienne Morillon, (né et mort à des dates inconnues) est un joueur de football français, qui évoluait au poste de défenseur.
Morillon joue au Red Star Amical Club lorsqu'il est convoqué pour les Jeux olympiques de Londres.
Après-guerre, Morillon fait partie des premiers joueurs à relancer le club du Red Star.
Retiré du football, Morillon prend part à bord d'une Donnet au 35e Bordeaux-Paris en 1929.